# Complexe olympique Loujniki

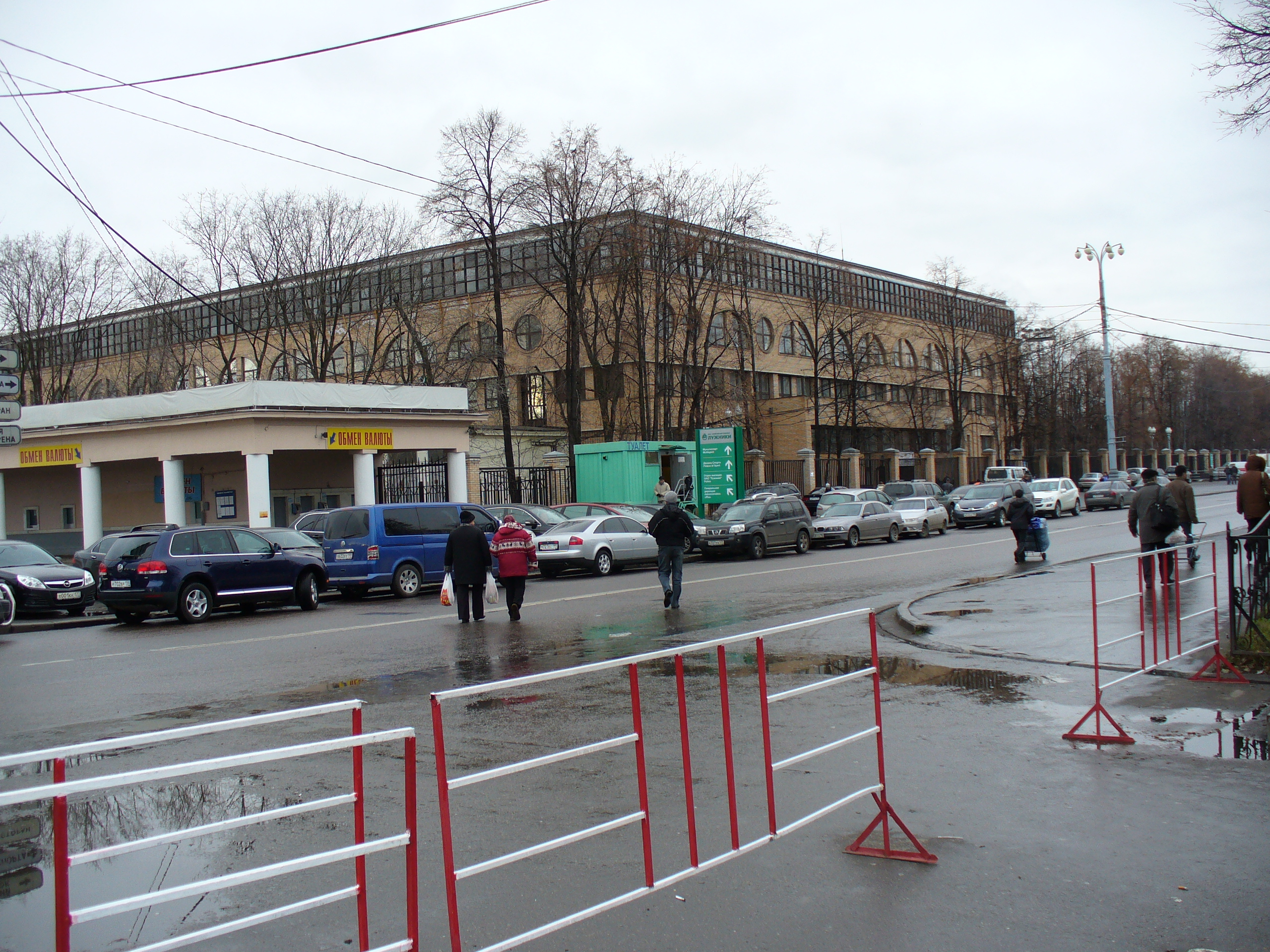

Le Complexe olympique Loujniki (en russe : Олимпийский комплекс «Лужники») est un ensemble omnisports de Moscou en Russie construit entre 1955-1956.

## Composition
- Stade Loujniki
- Palais des sports Loujniki
- Petite arène sportive Loujniki
- Piscine olympique (en)
- Droujba Multiplexe Arena (en)